# Miecislao I
Miecislao I (en polaco Mieszko I) (935-25 de mayo de 992), hijo de Siemomysł, fue el primer príncipe conocido de Polonia.
Gobernó entre 960 y 992. Convirtió el país al cristianismo y se proclamó duque de Polonia (962). Al principio gobernaba sobre la tribu de los polanos, de donde viene el nombre de Polonia, para ir conquistando a lo largo de su reinado otras tribus, crear el Estado de Polonia y sentar las bases de su aparato administrativo. Hacia 990 se apoderó de una parte de Pomerania y de Silesia.

## Matrimonios y descendencia
Según Gallus Anonymus, antes de convertirse Miecislao en cristiano tenía siete esposas paganas, y tuvo que deshacerse de la mayoría, para casarse con Dobrawa. Nada se sabe a ciencia cierta de los hijos de estas relaciones.  Algunas fuentes muestran la posibilidad de que Adelaida o Adleta (950/60-997), la primera esposa del duque Mihály de Esztergom y luego esposa de su cuñado Géza de Hungría, fuera la hija de Miecislao (nacida, desde un punto de vista cronológico, de una de las mujeres paganas) y no su hermana, como se afirma en la mayoría de las fuentes.
En 965, antes de su bautismo, Miecislao se casó con Dobrawa de Bohemia (n. 940/45-977 d.), hija de  Boleslao I el Cruel, duque de Bohemia. Dicho matrimonio formalizó una alianza polaco-bohemia, que le permitía obtener más tierras e influencia y a los bohemios escapar del control de los germanos. Miecislao y Dobrawa tuvieron dos hijos:
1. Boleslao I el Bravo (n. 967-m. 17 de junio de 1025).
2. Świętosława (n. 968/72-d ca 1016.), quien se casó primero con Erik VI de Suecia, rey de Suecia y más tarde con el rey Svend I de Dinamarca. Tuvo con este a Canuto el Grande, rey de Dinamarca, Noruega e Inglaterra.

Según una hipótesis, había otra hija de Miecislao, casada con un príncipe eslavo de Pomerania. Podría ser hija de Dobrawa o de una de las esposas paganas anteriores. Además, una teoría que aún existe (al parecer basado en Thietmar y apoyado por Oswald Balzer en 1895) sostiene que Vladivoj, que gobernó como duque de Bohemia en 1002-1003, era hijo de Miecislao y Dobrawa. Aunque la mayoría de los historiadores modernos rechazan esta afirmación, la historiografía de Bohemia apoyó la filiación Piast de Vladivoj.
En 978/79 Miecislao se casó con Oda de Haldensleben (n. 955/60-1023 d.), hija del margrave Dietrich de Haldensleben. Su futuro marido la secuestró del monasterio de Kalbe. Tuvieron tres hijos:
1. Mieszko Mieszkowic (... N. ca 979-d 992/95).
2. Świętopełk Mieszkowic (n. ca 980-991 d...?).
3. Lambert Mieszkowic (... N. ca 981-d 992/95).

Después de una lucha por el poder entre Boleslao I el Bravo y Oda con sus hijos menores de edad (medios hermanos de Bolesłao), el hijo mayor de Miecislao tomó el control de todo el Estado de su padre y expulsó a su madrastra y sus hijos de Polonia.

## Reinado

### Reinado temprano

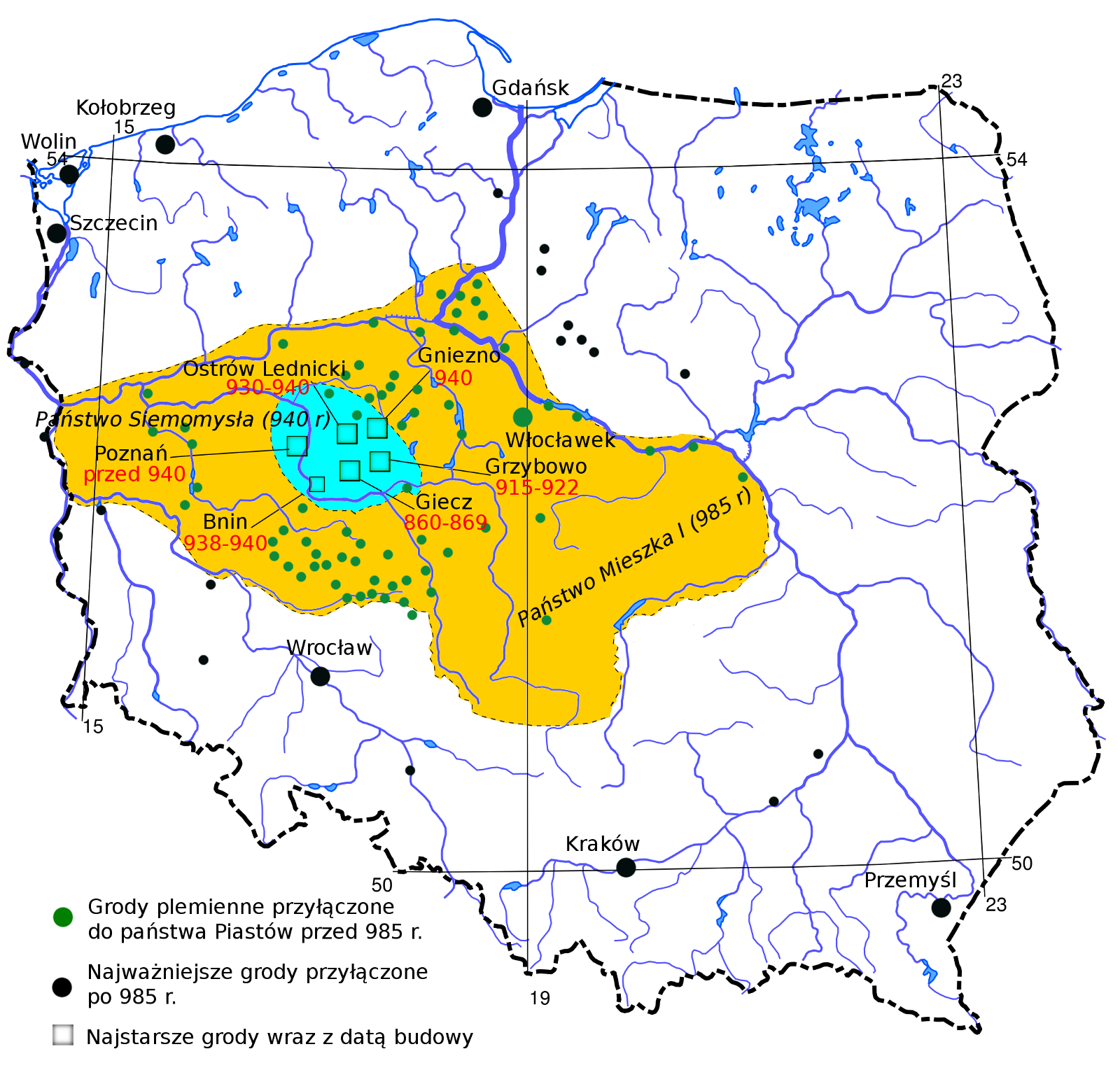
Territorios gobernados por Miecislao.

Miecislao I asumió el gobierno tras la muerte de su padre hacia 950-960, probablemente más cerca de esta última fecha. Debido a la falta de fuentes no es posible determinar con exactitud qué tierras heredó. Sin duda, entre ellas se encontraban las zonas habitadas por los Polans y Goplans, así como las tierras de Sieradz-Łęczyca y Kuyavia. Es posible que este estado incluyera también Masovia y Gdańsk Pomerania. Pronto el nuevo gobernante se enfrentó a la tarea de integrar el territorio relativamente extenso y heterogéneo desde el punto de vista étnico y cultural. Aunque los residentes de las zonas controladas por Miecislao hablaban mayoritariamente una misma lengua, tenían creencias similares y alcanzaron un nivel similar de desarrollo económico y general, estaban conectados socialmente principalmente por estructuras tribal. Parece que los ancianos que cooperaban con el duque sintieron primero la necesidad de una unidad supertribal, ya que la expansión les permitía ampliar su influencia.
Miecislao y su pueblo fueron descritos alrededor del año 966 por Abraham ben Jacob, un viajero judío sefardí, que por aquel entonces visitó la corte de Praga del duque Boleslav I el Cruel. Abraham presentó a Miecislao I como uno de los cuatro eslavos "reyes", reinando sobre una vasta zona "septentrional", con una fuerza militar muy apreciada y considerable a su disposición. Los datos más precisos sobre Miecislao fueron recopilados por Widukind de Corvey y, medio siglo más tarde, por el obispo Thietmar de Merseburg.
En la época en que Miecislao I tomó el relevo de su padre, la federación tribal de polacos de la Gran Polonia llevaba algún tiempo expandiéndose activamente. Continuando este proceso, quizás en los primeros años del reinado de Miecislao, si no lo había hecho ya su padre, Miecislao I conquistó Masovia. Probablemente también durante ese período o antes, se obtuvo al menos parte de Gdańsk Pomerania. Los intereses de Miecislao se concentraron entonces principalmente en las zonas ocupadas por las ramas orientales (es decir, cerca del Oder) de los eslavos polabios.
En 963 el Margrave Gero de Meissen conquistó los territorios ocupados por las tribus polabas Lusatian y Słupian, y como resultado entró en contacto directo con el estado polaco. Al mismo tiempo (hacia 960) Mieszko I inició su expansión contra las tribus Velunzani y Lutici. La guerra fue registrada por el viajero Abraham ben Jacob. Según él, Mieszko I había luchado contra la tribu Weltaba, comúnmente identificada con los veleti. Wichmann el Joven, un noble sajón que entonces era líder de una banda de eslavos polabios, derrotó a Mieszko dos veces, y alrededor del año 963 un hermano de Mieszko, cuyo nombre se desconoce, murió en la lucha. Las fronteras de la desembocadura del río Oder también fueron objeto de deseo por parte de los margraves alemanes. Además, la Bohemia veleta, que en aquella época poseía regiones de Silesia y Pequeña Polonia, constituía un peligro para el joven estado de los polacos.

### Guerra del margrave Gero; homenaje de Miecislao al emperador
La crónica de Thietmar plantea algunos problemas de interpretación de la información relativa al ataque del margrave Gero a las tribus eslavas, como resultado del cual supuestamente "subordinó a la autoridad del emperador a Lusacia y a los sélpulos [a saber, las tribus słupias] y también a Miecislao con sus súbditos". Según la mayoría de los historiadores modernos, Thietmar cometió un error al resumir la crónica de Widukind, colocando allí la incursión de Gero en lugar de los combates que Miecislao llevó a cabo en aquella época contra Wichmann el Joven. Otras fuentes no mencionan tal conquista ni la equiparación del estado polaco con los eslavos polacos. Por otro lado, los partidarios de la teoría de la invasión de Gero creen que el margrave llevó a cabo realmente una invasión exitosa, como resultado de la cual Miecislao I se vio obligado a pagar tributo al emperador Otón I y también se vio obligado a adoptar el catolicismo a través de la Iglesia alemana. La tesis que propone la introducción del catolicismo como resultado de esta guerra no encuentra confirmación en las fuentes alemanas.
El homenaje es entonces una cuestión aparte, ya que, según la crónica de Thietmar, Miecislao pagó en realidad tributo al emperador desde las tierras usque in Vurta fluvium (hasta el río Warta). Con toda probabilidad Miecislao decidió pagar tributo para evitar una invasión similar a la que había sufrido Lusacia. Este homenaje tendría lugar en 965, o a más tardar en 966. Es muy probable que el tributo se aplicara únicamente al territorio de Lubusz, que se encontraba en la esfera de influencia alemana. Esta interpretación de la cuestión del tributo explica por qué ya en 967 Miecislao I era descrito en las crónicas sajonas como amigo (o aliado, partidario, Latín: amicus imperatoris) del emperador.

### Matrimonio y conversión al catolicismo
Probablemente en 964 Miecislao comenzó las negociaciones con el gobernante bohemio Boleslav I el Cruel. Como resultado, en 965 Miecislao I se casó con su hija Dobrawa (también llamada Dobrava, Doubravka o Dąbrówka). Es probable que esta alianza política polaco-bohemia fuera iniciada por el gobernante polaco. Es probable que el matrimonio se concertara oficialmente en febrero de 965.

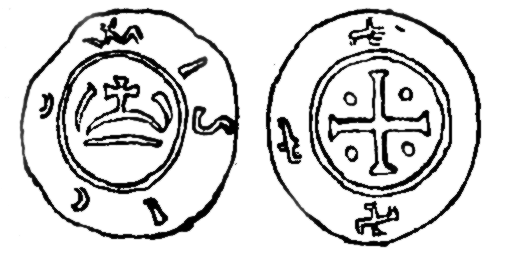
Dinar de Miecislao I o de su nieto Miecislao II con una cruz.

El siguiente paso fue el bautismo de Miecislao. Existen diversas hipótesis sobre este acontecimiento. La mayoría de las veces se supone que fue una decisión política, destinada a acercar el estado de Miecislao a los checos y facilitar sus actividades en la zona de los eslavos de Polabia. Al mismo tiempo, el bautismo disminuyó la probabilidad de futuros ataques de los margraves alemanes y les privó de la oportunidad de intentar la cristianización de las tierras de Miecislao por la fuerza. Otra razón podría ser el deseo de Miecislao de apartar del poder a la influyente clase sacerdotal pagana, que podría haber estado bloqueando sus esfuerzos por establecer un gobierno más centralizado.
Una hipótesis diferente está ligada a la ya mencionada aceptación de la veracidad de la invasión de Polonia por Gero. Según ella, fue el ataque del margrave el que forzó la catolicización, que debía ser un acto de subordinación al emperador, realizado sin la mediación del Papa.
Todavía otros motivos fueron los responsables según Gallus Anonymus, quien afirmó que fue Dobrawa quien convenció a su marido para que cambiara de religión. Asimismo, el cronista Thietmar atribuye la conversión de Miecislao a la influencia de Dobrawa. No hay razones para negar el papel de Dobrawa en la aceptación del catolicismo romano por parte de Miecislao; sin embargo, atribuir a las esposas de los gobernantes una influencia positiva sobre las acciones de sus maridos era una convención común en la época.
Generalmente se reconoce que el bautismo de Miecislao I tuvo lugar en 966. El lugar es desconocido; podría haber ocurrido en cualquiera de las ciudades del Emperio (posiblemente Ratisbona), pero también en alguna de las ciudades polacas como Gniezno u Ostrów Lednicki. La creencia de que el bautismo se realizó a través de los checos para evitar la dependencia de Alemania y de la Iglesia alemana es incorrecta, porque Bohemia no tendría su propia organización eclesiástica hasta 973. En el momento del bautismo de Miecislao, la iglesia bohemia existente formaba parte de la diócesis de Ratisbona. Por tanto, si el gobernante polaco aceptaba el bautismo por mediación de Praga, éste debía ser sancionado en Ratisbona. Sin embargo, el vocabulario religioso (palabras como bautismo, sermón, oración, iglesia, apóstol, obispo o confirmación) fue adoptado de la lengua checa y tuvo que proceder del séquito de Dobrawa y de los elementos eclesiásticos que llegaron con ella. Quizá con ella llegó también el primer obispo polaco, Jordán. Podría ser que la razón de la preferencia checa de Miecislao fuera la existencia en Bohemia de una misión que seguía los preceptos de los hermanos griegos bizantinos y más tarde santos Cirilo y Metodio, que desarrollaron e interpretaron la liturgia en rito eslavo, más fácilmente comprensible para Miecislao y sus súbditos. La rama eclesiástica de rito eslavo sobrevivió en Bohemia otros cien años después del bautismo de Miecislao.

### Conquista de Pomerania
Tras la normalización de las relaciones con el Sacro Imperio Romano Germánico y Bohemia, Mieszko I retomó sus planes de conquistar la parte occidental de Pomerania. El 21 de septiembre de 967, las tropas polaco-bohemias se impusieron en la batalla decisiva contra los wolinians dirigidos por Wichmann el Joven, que dio a Mieszko el control sobre la desembocadura del río Odra. Los margraves alemanes no se habían opuesto a las actividades de Mieszko en Pomerania, tal vez incluso las apoyaban; la muerte del rebelde Wichmann, que sucumbió a sus heridas poco después de la batalla, puede haber estado en consonancia con sus intereses. Tras la batalla tuvo lugar un incidente revelador, testimonio de la alta posición de Mieszko entre los dignatarios del Imperio, justo un año después de su bautismo: Widukind de Corvey informó de que el moribundo Wichmann pidió a Mieszko que entregara las armas de Wichmann al emperador Otón I, con quien Wichmann estaba emparentado. Para Mieszko, la victoria tuvo que ser una experiencia satisfactoria, especialmente a la luz de sus anteriores derrotas infligidas por Wichmann.
Se desconoce el resultado exacto de los combates de Mieszko en el oeste de Pomerania. La posterior pérdida de la región por parte del hijo de Mieszko, Bolesław, sugiere que la conquista fue difícil y el dominio sobre ese territorio bastante tenue. En una versión de la leyenda de San Wojciech está escrito que Mieszko I hizo casar a su hija con un príncipe pomerano, que antes voluntariamente "se lavó con el agua bendita del bautismo" en Polonia. La información anterior, así como el hecho de que Bolesław perdiera Pomerania Occidental, sugieren que la región no fue realmente incorporada al Estado polaco, sino que sólo se convirtió en un feudo. Esta conjetura parece confirmarse en la introducción del primer volumen de las crónicas de Gallus Anonymus relativas a los pomeranos: "Aunque a menudo los líderes de las fuerzas derrotadas por el duque polaco buscaban la salvación en el bautismo, tan pronto como recuperaban sus fuerzas, repudiaban la fe cristiana y comenzaban de nuevo la guerra contra los cristianos".